# Leony
Leony Vitria Hartanti, född 20 september 1987, är en indonesisk sångerska och skådespelare. Hon räknas som en av de främsta tonårsidolerna i sitt hemland.

## Diskografi
- 1993 – Rame-rame
- 1993 – Semua Oke
- 1995 –  Jangan Marah
- 1996 – Tanteku
- 1997 – Tari Samba
- 1998 – Katanya
- 1999 – Album Perjuangan
- 2000 – Lie Lie An Taw Taw
- 2001 – Bis Sekolah
- 2004 – No Apologies